# Акалупин, Алексей Иванович
Алексей Иванович Акалупин (23 марта 1921, Дегтяное (Ряжский район) — 25 апреля 1998, Красногорск) — советский инженер-конструктор кинотехники завода «Зенит». Автор конструкции фотоаппарата Зенит- TTL. Автор конструкции кинокамеры «Кварц» и киносъёмочных аппаратов «Красногорск».

## Биография
С началом войны Алексей Иванович, студент Ленинградского института точной механики и оптики (ЛИТМО), был призван на военную службу. В 1941 году лейтенант Акалупин служил в должности командира взвода 509 сп. на Калининском фронте.  За время службы был дважды ранен. После ранения 21 января 1942 года при наступлении на город Ржев его правый коленный сустав потерял подвижность, после чего он был списан из рядов действующей армии. Награждён орденом Красной Звезды.
По возвращении Алексей Иванович продолжил образование, и в 1948 году окончил ЛИТМО и приехал работать в Красногорск. Его учителями были известные конструкторы П. А. Денисов, И. А. Корольков, С. Г. Кузнецов, Ф. Е. Соболев, В. В. Юденич.

## Создание кинокамеры «Кварц-1x8C-1»
С 1960 года Алексей Иванович работает в команде инженеров над разработкой конструкций для киноаппаратуры «Кварц», становится ведущим конструктором кинокамеры «Кварц-1x8C-1». Это была первая советская камера системы «Супер-8» с кассетной зарядкой плёнки. В 1973 году эта модель была отмечена Золотой медалью международной Лейпцигской ярмарки.

## Создание кинокамеры «Красногорск»
До середины 60-х годов в СССР не было создано любительской кинокамеры для съёмки на 16-миллиметровую плёнку, и ведущий конструктор А. И. Акалупин получил задание на её разработку.
Оригинальный экспонометрический узел, служащий основой для полуавтоматической установки выдержек, принес Акалупину авторское свидетельство. Название кинокамеры «Красногорск» было предложено самим конструктором, он же и организовал первые съемки новой кинокамерой. Фильм был посвящен субботнику в пионерлагере «Зоркий», который проводили работники КМЗ. Алексей Иванович снял немало любительских фильмов камерами своей конструкции, в том числе и цветной фильм о Лондоне, куда он ездил, чтобы познакомиться с тем, как идёт сбыт любительской кинофотоаппаратуры завода на Британских островах. 
В 1966 году кинокамера «Красногорск» вышла в сейрийный выпуск.
Алексей Иванович Акалупин продолжал работу в конструкторском бюро Красногорского завода имени С. А. Зверева до его смерти в 1998 году. Похоронен на Павшинском кладбище гор. Красногорск.